# Mýa
Mýa Harrison (Washington, 10 oktober 1979) is een Amerikaanse r&b-zangeres.

## Levensloop
Mýa groeide op in de staat Maryland. Zij was meer met dansen (met name tapdansen en ballet) bezig, maar vanaf haar zestiende concentreerde Mýa zich meer op het maken van muziek. Het opnemen van haar debuutalbum duurde twee jaar. Op dit album werkte ze samen met gevestigde r&b-namen als Missy Elliott, Dru Hill en Babyface. In april 1998 kwam haar eerste single uit, die in de Verenigde Staten in de top-10 kwam. Internationaal werd ze dat jaar bekend door de zang in het nummer Ghetto Superstar door Pras Michel en ODB. Dat nummer werd in onder meer Nederland een nummer 1-hit. In 1999 had ze een grote hit met het nummer Take Me There (samen met Blackstreet en Ma$e).
In 2000 verscheen haar tweede album. Op dit album stond de hit Case of the Ex (Whatcha Gonna Do). Samen met de zangeressen Pink, Christina Aguilera en Lil' Kim behaalde ze een nummer 2-hit in 2001 met Lady Marmalade. Ook zong ze het lied Everything Or Nothing voor de gelijknamige James Bondgame.
Ondertussen profileerde Mýa zich ook als (stem)actrice; zo speelde ze in 2002 een rolletje in de film Chicago.
In 2018 bracht Mýa haar achtste album uit in twintig jaar tijd.

## Discografie

### Albums
- Mýa (1998)
- Fear Of Flying (2000)
- Moodring (2003)
- Liberation (2007)
- Sugar & Spice (2008)
- K.I.S.S. (Keep It Sexy & Simple) (2011)
- Smoove Jones (2016)
- TKO (The Knock Out) (2018)

### Singles
| Single met eventuele hitnotering(en) in de Nederlandse Top 40 | Datum van verschijnen | Datum van binnenkomst | Hoogste positie | Aantal weken | Opmerkingen                                                                                                   |
| ------------------------------------------------------------- | --------------------- | --------------------- | --------------- | ------------ | --- |
| Ghetto Supastar (That Is What You Are)                        | 1998                  | 6-6-1998              | 1(5wk)          | 16           | met Pras Michel & Ol' Dirty Bastard                                                                           |
| It's All About Me                                             | 1998                  | 14-11-1998            | tip             |              | |
| Take Me There                                                 | 1998                  | 19-12-1998            | 22              | 8            | met Blackstreet & Ma$e                                                                                        |
| The Best of Me                                                | 2000                  | 25-8-2001             | tip             |              | |
| Case of the Ex                                                | 2000                  | 14-10-2000            | 7               | 15           | |
| Free                                                          | 2001                  | 7-4-2001              | tip             |              | |
| Lady Marmalade                                                | 27-03-2001            | 16-6-2001             | 2               | 14           | met Christina Aguilera, P!nk & Lil' Kim / Soundtrack Moulin Rouge! / Nr. 2 in de Single Top 100 / Alarmschijf |
| My Love Is Like ... WO                                        | 2003                  |                       |                 |              | |
| Fallen                                                        | 2003                  |                       |                 |              | |
| Ayo!                                                          | 2006                  |                       |                 |              | |
| Lock U Down                                                   | 2007                  |                       |                 |              | |
| Ridin'                                                        | 2007                  |                       |                 |              | |
| Paradise                                                      | 2008                  |                       |                 |              | |
| Love Is The Answer (Ft Cedric Gervais)                        | 2011                  |                       |                 |              | |

## Filmografie
- In Too Deep (1999)
- Chicago (2002)
- Dirty Dancing 2 (2004)
- Shall We Dance (2004)
- Cursed (2005)
- Ways of the Flesh (2006)
- The Metrosexual (2007)
- Cover (2007)
- Love for Sale (2008)
- The Penthouse (2010)
- 5th Ward (2018) (tv-serie, 6 afl.)

- Bibliothèque nationale de France: cb14025130j (data)
- Gemeinsame Normdatei: 135086337
- International Standard Name Identifier: 0000 0001 1877 5304
- Library of Congress Control Number: no98127186
- MusicBrainz: 7c5e39c3-7645-4e37-968d-a4e45cd38c5d
- Virtual International Authority File: 69128744
- WorldCat: E39PBJt8gY6HdPr77mrWTwgdwC